# Lockheed YF-12

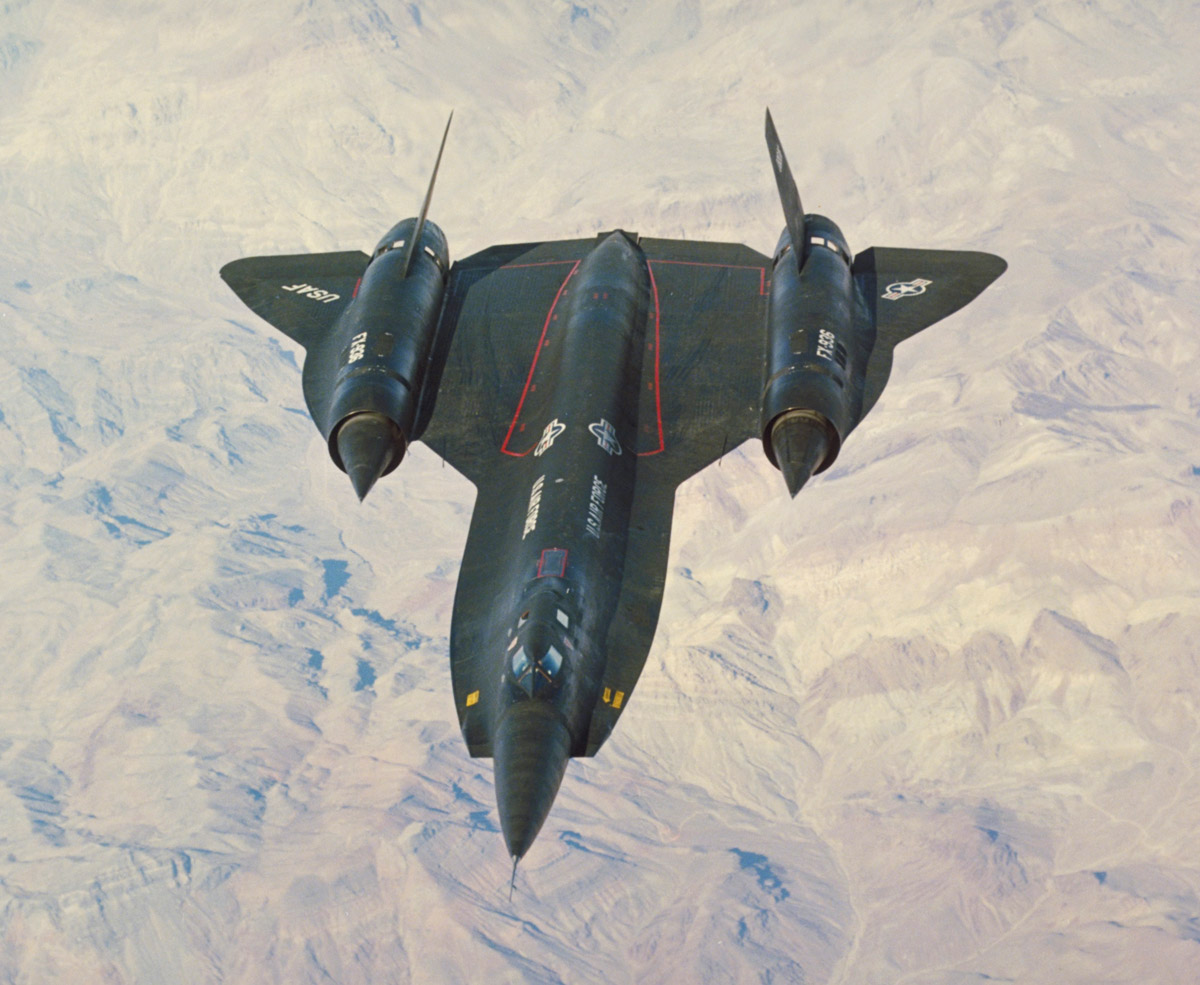
Lockheed YF-12 în timpul testelor

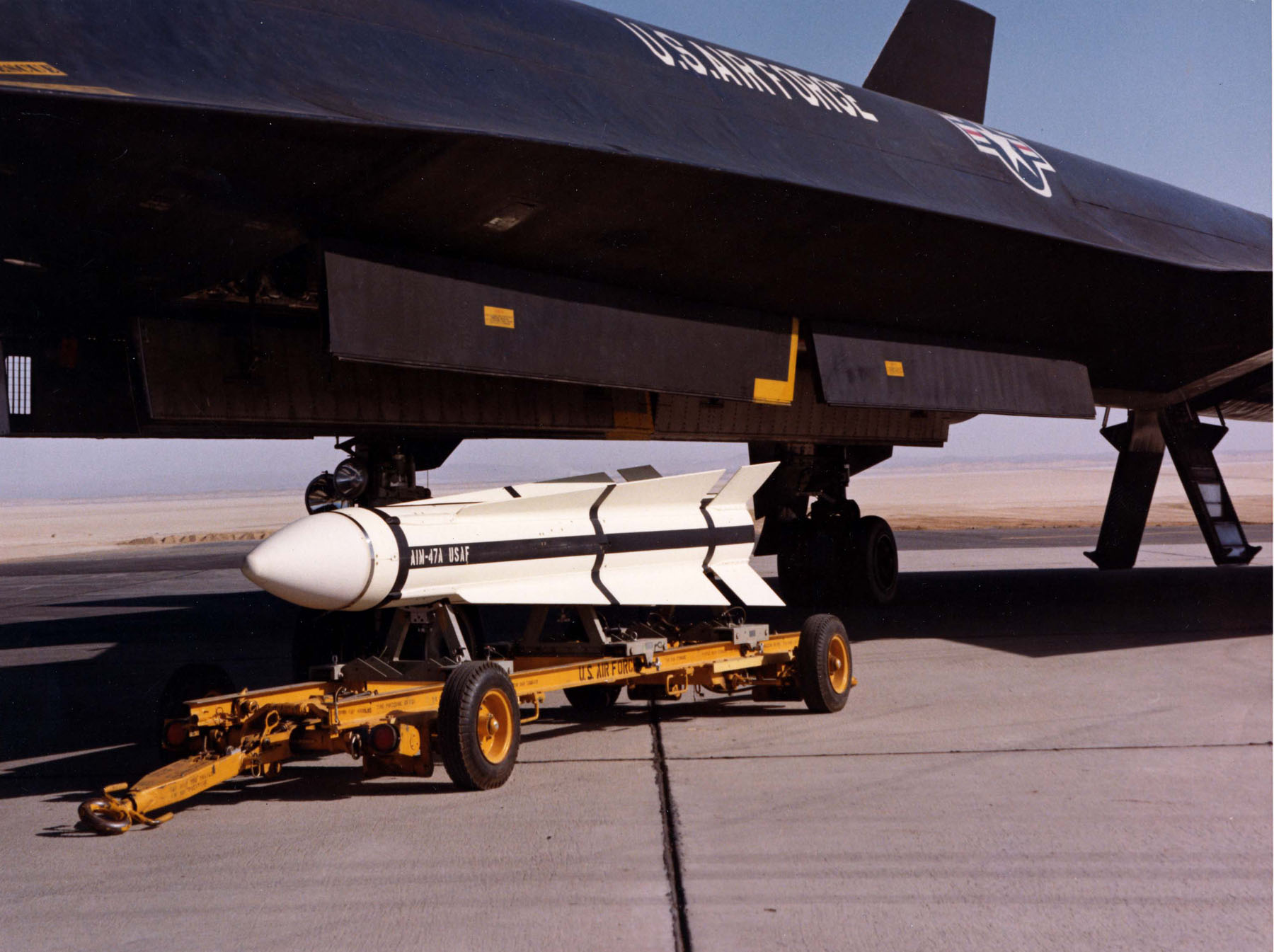
Rachetă aer-aer AIM-47 Falcon care urmează să fie instalată la bordul avionului

Lockheed YF-12 a fost un prototip de avion de interceptare, pe care USAF l-a evaluat ca o dezvoltare a avionului ultrasecret al CIA A-12 OXCART, care a dus și la SR-71 Blackbird. YF-12 este cel mai mare avion de vânătoare construit vreodată.